# جی. هاوارد مک‌گراث
جییمز هاوارد مک‌گراث (به انگلیسی: James Howard McGrath) سناتور سابق عضو حزب دموکرات ایالات متحده آمریکا بود. وی در سال ۱۹۴۷ تا ۱۹۴۹ میلادی سناتور ایالت رود آیلند در سنای ایالات متحده آمریکا بود.